# Storsjön (Ljusdals socken, Hälsingland)
Storsjön är en sjö i Ljusdals kommun i Hälsingland och ingår i Ljusnans huvudavrinningsområde. Sjön är 35 meter djup, har en yta på 26,4 kvadratkilometer och befinner sig 186 meter över havet. Sjön avvattnas av vattendraget Sillerboån (Väljeån).

## Delavrinningsområde
Storsjön ingår i det delavrinningsområde (687518-150761) som SMHI kallar för Utloppet av Storsjön. Medelhöjden är 234 meter över havet och ytan är 109,43 kvadratkilometer. Räknas de 81 avrinningsområdena uppströms in blir den ackumulerade arean 917,18 kvadratkilometer. Sillerboån (Väljeån) som avvattnar avrinningsområdet har biflödesordning 2, vilket innebär att vattnet flödar genom totalt 2 vattendrag innan det når havet efter 137 kilometer. Avrinningsområdet består mestadels av skog (67 procent). Avrinningsområdet har 26,63 kvadratkilometer vattenytor vilket ger det en sjöprocent på 24,3 procent.